# Station Gorzów Wielkopolski Karnin
Station Gorzów Wielkopolski Karnin is een spoorwegstation in de Poolse plaats Gorzów Wielkopolski.